# Poblats Marítims
Poblats Marítims è un quartiere della città di Valencia.  

## Geografia
È il quartiere più orientale della città e ne segna la fascia marittima. Confina quindi a est con il Mar Mediterraneo, a nord con la spiaggia di Patacona nel comune di Alboraya, a sud con il quartiere Pueblos del Sur e a ovest con i quartieri di Algirós, Camins al Grau e Quatre Carreres.

### Quartieri
| Codice | Nome                | Popolazione (2023) | Superfície (km2) | Densità (ab/km2) |
| ------ | ------------------- | ------------------ | ---------------- | ---------------- |
| 11.1   | El Grau             | 9365               | 0.717            | 38341            |
| 11.2   | Cabanyal-Canyamelar | 19359              | 1.349            | 34289            |
| 11.3   | La Malva-rosa       | 12915              | 0.73             | 29401            |
| 11.4   | Beteró              | 7969               | 0.255            | 37768            |
| 11.5   | Natzaret            | 6117               | 0.239            | 13975            |
| 11     | Poblats Marítims    | 55897              | 9.783            | 27986,9          |
| Fonte: |                     |                    |                  |                  |

## Luoghi d'interesse
Il quartiere di Cabanyal, un antico villaggio di pescatori, è classificato come Bene di Interesse Nazionale. 
Il porto, ristrutturato per l'America's Cup nel 2007, è diventato un centro di attività turistica.